# عقيدة كينيدي

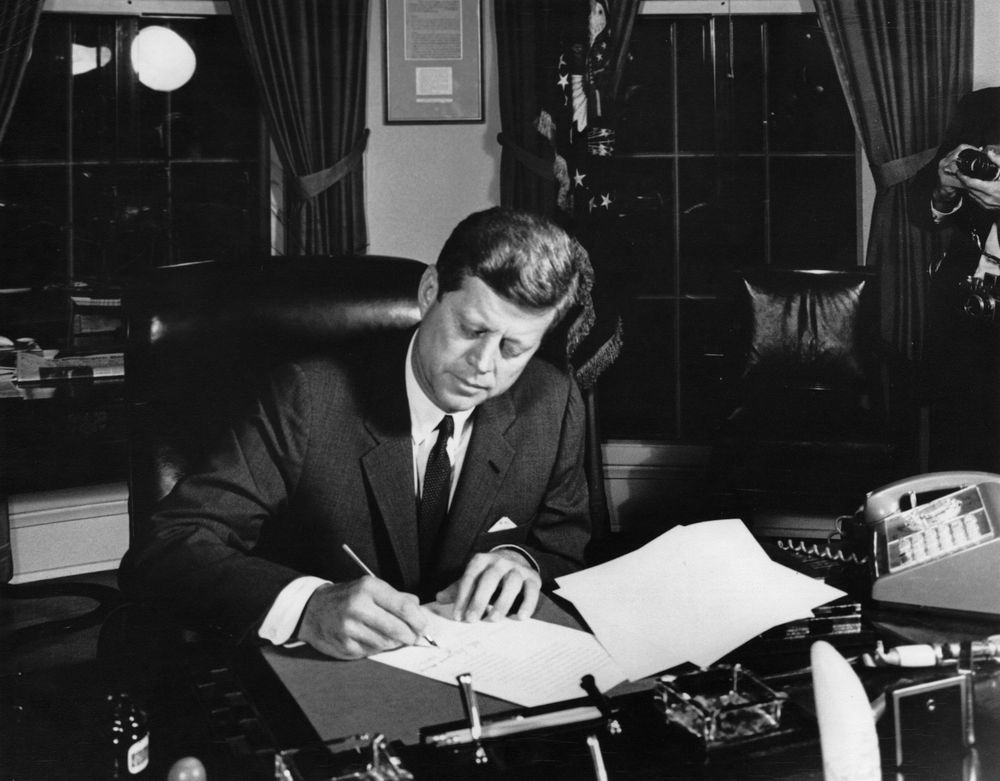
الرئيس جون فيتزجيرالد كينيدي يوقع على الإعلان 3504 ، الذي يأذن بالحجر البحري لدولة كوبا الشيوعية

يشير عقيدة كينيدي إلى مبادرات السياسة الخارجية لرئيس الولايات المتحدة الخامس والثلاثين ، جون فيتزجيرالد كينيدي ، تجاه أمريكا اللاتينية خلال فترة إدارته بين عامي 1961 و 1963. وأعرب كينيدي عن دعمه لاحتواء الشيوعية وكذلك عكس التقدم الشيوعي في النصف الغربي للكرة الأرضية ، كان عقيدة كينيدي في الأساس توسيع لامتيازات السياسة الخارجية للإدارات السابقة لدوايت دي أيزنهاور وهاري ترومان. كانت السياسات الخارجية لهؤلاء الرؤساء تدور حول تهديد الشيوعية والوسائل التي ستحاول الولايات المتحدة من خلالها احتواء انتشارها. ركز مبدأ ترومان على احتواء الشيوعية من خلال تقديم المساعدة إلى البلدان التي تقاوم الشيوعية في أوروبا.